# Steam Controller
O Steam Controller é um controlador de jogo do tipo gamepad produzido pela Valve Corporation lançado em 2015 para computadores com sistemas Microsoft Windows, MacOS, Linux e SteamOS. O controlador pode ser usado tanto para jogos com capacidade para gamepads quanto para jogos que tradicionalmente utilizam teclado e mouse.
O controle possui dois trackpads, em substituição aos botões direcionais do lado esquerdo e a alavanca analógica do lado direito, mas mantêm os tradicionais botões e a alavanca analógica do lado esquerdo, o controle também inclui giroscópio.